# Antonivka (sídlo městského typu)
Antonivka (ukrajinsky Антонівка, rusky Антоновка – Antonovka) je sídlo městského typu v Chersonské oblasti na Ukrajině. K roku 2011 měla přes jedenáct tisíc obyvatel.

## Poloha a doprava
Antonivka leží na pravém, severozápadním břehu Dněpru zhruba šest kilometrů pod ústím Inhulce. Od Chersonu, správního střediska oblasti, je vzdálena zhruba deset kilometrů severovýchodně.
Je dopravně významná hlavně tím, že zde nachází k moři nejbližší silniční most přes Dněpr, po kterém vede dálnice M-14. Pár kilometrů proti proudu navíc leží k moři nejbližší železniční most přes Dněpr na železniční trati Cherson–Kerč, na které je také v obci stanice.

## Dějiny
První zmínka o obci je z roku 1822, kdy se nazývala Širokoje (Широкое). Na Antonivku/Antonovku byla přejmenována v roce 1917. Od roku 1963 je sídlem městského typu.  